# 菅谷宿
菅谷宿（すがやじゅく）は、川越児玉往還（川越道）にあった宿場。現在の埼玉県比企郡嵐山町の武蔵嵐山駅周辺の市街地が該当する。

## 概要
菅谷宿（すがやじゅく）は、武蔵国比企郡菅谷村にあり、児玉街道（往還としての名称は川越児玉往還）に沿って形成された宿場である。川越児玉往還としては12番目、江戸から十五里の宿場である。寛文年中に菅谷村から分村した志賀村と共に人馬継立を行った。
東京方面からくると国道254号（旧道）は菅谷交差点で左折して小川町へ向かうが、川越児玉往還は直進でありかつてはこのルートが正統なルートであったことを示している。

## 歴史
古くは正保の頃まで須加谷と書かれ、元禄期前に菅谷と変わった。

## 最寄り駅
- 東武鉄道東上本線 武蔵嵐山駅

## 史跡・みどころ
- 菅谷館

## 隣の宿
川越児玉往還
高坂宿 - 菅谷宿 - 奈良梨宿